# We Need Love (сингл-альбом)
We Need Love — третий сингл-альбом южнокорейской гёрл-группы StayC. Выпущен лейблом High Up Entertainment при поддержке Kakao Entertainment 19 июля 2022 года. Содержит четыре трека, в том числе заглавный сингл «Beautiful Monster». Продюсерами альбома выступили южнокорейские композиторы Black Eyed Pilseung, Чон Гун, Flyt и TAK.

## История
30 июня 2022 года High Up Entertainment в своём пресс-релизе сообщили, что StayC выпустят новый сингл-альбом в июле этого года. Днём позже было объявлено название нового релиза — We Need Love и дата выпуска — 19 июля 2022 года. 5 июля 2022 года был выпущен тизер альбома, а днем позже был опубликован календарь релизов. 15 июля было выпущено видео-попурри на официальном Youtube-канале StayC, в котором «Beautiful Monster» был объявлен заглавным треком альбома. 18 июля был выпущен тизер музыкального клипа «Beautiful Monster».

### Выпуск
Релиз музыкального клипа заглавного трека и самого сингл-альбома состоялся 19 июля 2022 года.

## Критика
| Оценки критиков | Оценки критиков |
| Источник        | Оценка          |
| --------------- | --------------- |
| NME             | [ 11 ]          |

Радж Тану из NME критикует сингл-альбом, говоря, что «в We Need Love девушки воздержались от резких решений и нововведений в проверенную „K-pop-формулу успеха“, чем разочаровали», в сингле «отсутствует экспериментальная черта StayC. Группа стала синонимом слова „эксперимент“, но не показала этого в новом альбоме». Обобщая, Тану заявил, что «We Need Love — летний альбом „в самый раз“. В том смысле, что воспоминания о нём не задержатся надолго».

## Продвижение
Вместе с выпуском сингл-альбома StayC провели презентацию, на ней девушки пообщались с фанатами и представили новый альбом.

## Список композиций
Все тексты написаны Black Eyed Pilseung and Jeon Goon.
| №                   | Название            | Музыка                             | Аранжировка         | Длительность |
| ------------------- | ------------------- | ---------------------------------- | ------------------- | ------------ |
| 1.                  | «Beautiful Monster» | Black Eyed Pilseung Flyt           | Rado Flyt           | 3:00         |
| 2.                  | «I Like It»         | Black Eyed Pilseung Jeon Goon      | Rado                | 2:38         |
| 3.                  | «Love»              | Black Eyed Pilseung Flyt           | Flyt                | 3:06         |
| 4.                  | «Run2U» (TAK remix) | Black Eyed Pilseung Jeon Goon Flyt | Tak                 | 3:31         |
| Общая длительность: | Общая длительность: | Общая длительность:                | Общая длительность: | 12:15        |

## Участники записи и студии

### Студии[14]
- Ingrid Studio — звукозапись, звукорежиссура
- Vanguard Town — звукорежиссура
- Koko Sound Studio — сведение
- The Mastering Place — мастеринг
- Metropolis Mastering Studios — мастеринг

### Участники записи[14]

#### Вокал

##### StayC
- Бэ Сумин — вокал, бэк-вокал
- Пак Шиын — вокал, бэк-вокал
- Ли Чэён — вокал, бэк-вокал
- Юн Сэын — вокал, бэк-вокал
- Шим Джаюн — вокал, бэк-вокал
- Чан Еын — вокал, бэк-вокал

##### Бэк-вокал
- Эшли Алиша — бэк-вокал

#### Музыкальные инструменты
- Flyt — бэк-вокал, аранжировка, бас, ударные, клавишные, продакшен
- Rado — аранжировка, ударные, клавишные, гитара, звукорежиссура
- TAK — ударные, клавишные, бас

#### Звукорежиссура и звукозапись
- Чон Ынгён — звукозапись, звукорежиссура
- Ян Ёнын — звукозапись

#### Общее продюсирование
- Black Eyed Pilseung — слова, композиция, продакшен
- Чон Гун — слова, композиция, продакшен

#### Цифровая обработка
- DRK — сведение
- Ким Джунсан — ассистент сведения
- Джи Мину — ассистент сведения
- Он Сонюн — ассистент сведения
- Ким Джунён — ассистент сведения
- Дэйв Катч — мастеринг
- Стюарт Хоукс — мастеринг

## Чарты

### Еженедельные чарты
| Чарт (2022)               | Высшая позиция |
| ------------------------- | -------------- |
| Республика Корея (Circle) | 2              |

### Ежемесячные чарты
| Чарт (2022)               | Высшая позиция |
| ------------------------- | -------------- |
| Республика Корея (Circle) | 10             |

### Ежегодные чарты
| Чарт (2022)               | Высшая позиция |
| ------------------------- | -------------- |
| Республика Корея (Circle) | 53             |

## Сертификации и продажи
| Регион           | Сертификация   | Продажи |
| ---------------- | -------------- | ------- |
| Республика Корея | Платина (KMCA) | 261,827 |

## История релиза
| Регион           | Дата            | Формат                        | Лейбл                 | Ист.   |
| ---------------- | --------------- | ----------------------------- | --------------------- | ------ |
| Республика Корея | 19 июля 2022 г. | Компакт-диск                  | High Up Kakao [англ.] | [ 10 ] |
| Мир              | 19 июля 2022 г. | Цифровая дистрибуция Стриминг | High Up Kakao [англ.] | [ 10 ] |